# Льстец (Менандр)
«Льстец» (др.-греч. Κόλαξ) — комедия древнегреческого драматурга Менандра, сохранившаяся фрагментарно благодаря папирусу II века н. э., в котором содержались избранные сцены. В тексте упоминаются борец Астианакт, одержавший победу на Олимпийских играх в 316 году до н. э., и боевые действия в Каппадокии, которые могли происходить в 322 или 316 году до н. э. Соответственно пьеса могла быть написана вскоре после 315 года до н. э.
Основной сюжетный мотив — соперничество из-за гетеры молодого человека по имени Фидий, которого отец оставил без денег, и разбогатевшего воина Бианта. Чем закончилась пьеса, неясно, но по законам жанра Фидий должен был победить с помощью какой-то хитрой уловки.
Двух персонажей «Льстеца», парасита и хвастливого воина, позаимствовал римский драматург Теренций для своей комедии «Евнух».